# Tatra 22
Tatra 22 byl těžký terénní nákladní automobil se znakem náprav 6×4, vyráběný podnikem Závody Tatra a.s. v Kopřivnici. Vůz byl postaven s využitím komponent nákladního typu Tatra 27. Během let 1934–1935 vzniklo asi 14 vozů. Pod označením Lorraine 28 vůz licenčně vyráběla francouzská firma Lorraine pro francouzskou armádu. Licenční výroba dala vzniknout více než 400 vozům.

## Historie
Na základě dobrých zkušeností s lehkými terénními vozy jako byly typy T26 a T72 přistoupila automobilka Tatra k návrhu těžkého terénního nákladního vozu obdobné koncepce. Nový vůz označený Tatra 22 konstrukčně vycházel ze silničního typu Tatra 27. Páteřový rám nesl tři nápravy s nezávisle zavěšenými koly. Poháněny byly obě zadní nápravy. Zcela vpředu po stranách vany motoru se nacházely dvojice nájezdových kol v dvojmontáži, pomáhající při překonávání terénních nerovností. Pohon automobilu zajišťoval vodou chlazený čtyřválec Tatra 27a o výkonu 60 k. Podle dostupných zdrojů mělo během let 1934–1935 vzniknout 18 nebo 14 kusů.  Do uvedených čtrnácti patřilo pět nákladních vozů, pět podvozků dodaných zákazníkům k instalaci vlastních nástaveb (např. komunální vůz) a čtyři podvozky pro ČSD, které je nechaly osadit autobusovou nástavbou u karosáren Sodomka a Žemlička (po dvou kusech). Tyto autobusy byly v prosinci 1938 odevzdány Německu.

### Lorraine 28
Licenční verzi Tatry 22 označenou Lorraine 28  vyráběla pro potřeby francouzské armády společnost Lorraine. Skříňový vůz určený pro přepravu desetičlenného družstva motorizované pěchoty (dragon portées) armáda testovala v říjnu 1934. Roku 1935 byl typ zařazen do služby, avšak testy probíhající až do roku 1936 odhalily problémy s nedostatečnou odolností šasi, zatěžovaného houpáním vysoké a těžké nástavby. Po úpravách a zesílení následovaly roku 1937 tři objednávky. Sériová výroba začala na jaře 1937 a skončila v roce 1939 po dodání 332 transportérů.  Kromě nich bylo objednáno 30 radiovozů (10 dodaných v roce 1937, ostatní asi na přelomu 1939–1940), 32 ženijních transportérů a 8 autocisteren s prodlouženým rozvorem na 2000 litrů benzínu. Roku 1937 byly také postaveny 2 prototypy opancéřovaného průzkumného a velitelského vozidla Lorraine 28 TSF.
Další objednávky nenásledovaly, armáda dala přednost výkonnějšímu typu Laffly S20TL s pohonem 6×6 a lepšími terénními vlastnostmi.

## Technické údaje

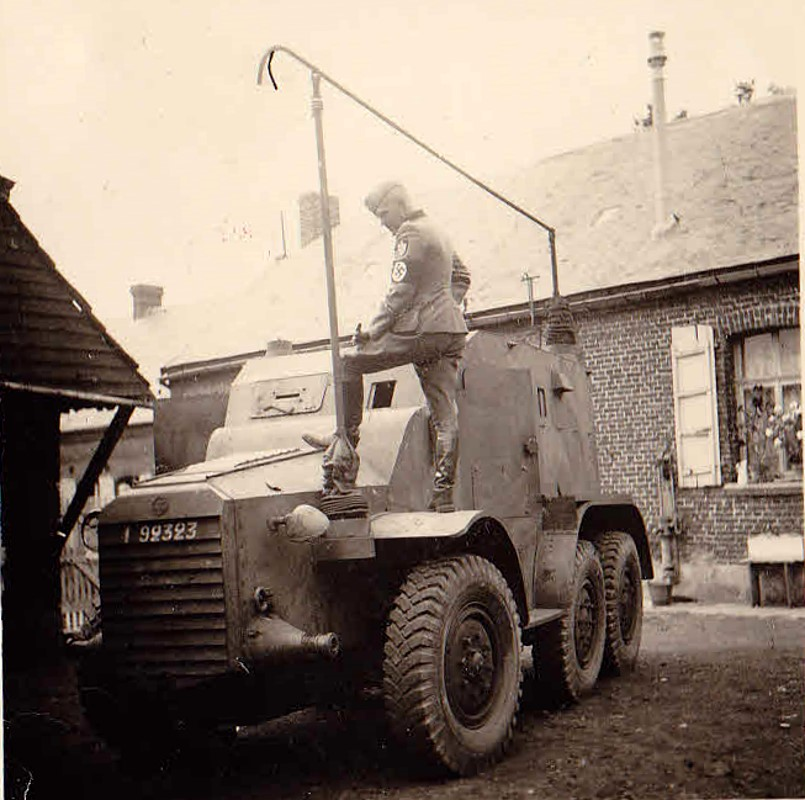
Jeden z pancéřovaných prototypů Lorraine 28 TSF, ukořistěný Wehrmachtem v roce 1940

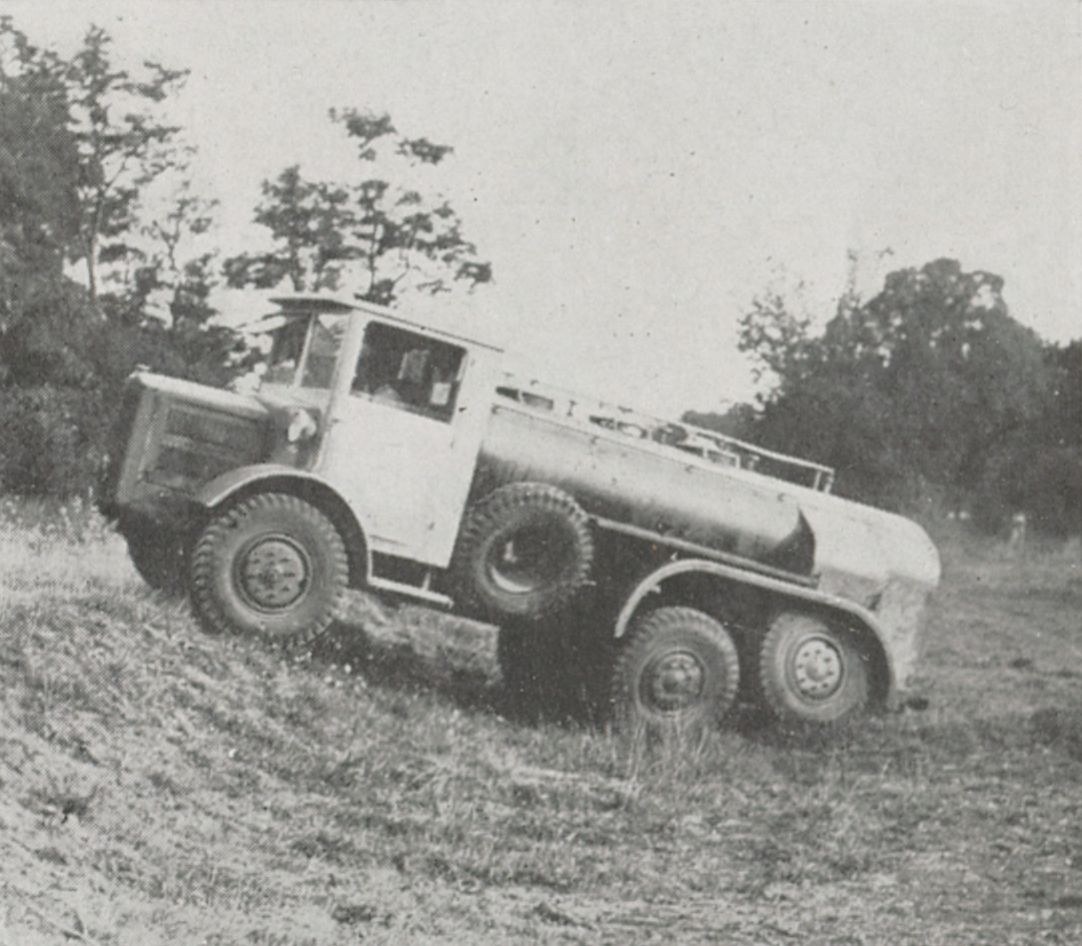
Lorraine 28 jako autocisterna, foto 1936

### Motor a převodovka
Tatru 22 pohání řadový, vodou chlazený zážehový čtyřválec Tatra 27a s rozvodem OHV. Motor má zdvihový objem 4713 cm³ (vrtání válců 100 mm, zdvih 150 mm). Dosahuje výkon 44 kW (60 k) při 2100 ot./min. Palivovou směs připravuje karburátor Zenith 36 T nebo Solex 35 BFV. Umístění motoru je vpředu, před přední nápravou.
Mazání je tlakové oběžné. Chladič je článkový, s pěti samostatně vyměnitelnými články. Palivová nádrž má objem 120 l. Za motorem je umístěna suchá dvoulamelová spojka. Za ní pak navazuje čtyřstupňová převodovka.
Elektrická soustava pracuje s napětím 12 V, vyvíjeným dynamem výkonu 130 W. Spouštěč pracuje s napětím 24 V.

### Podvozek
Základ podvozku tvoří ocelová páteřová roura, vpředu opatřená přírubou pro blok motoru a převodovky. Vzadu jsou dvě hnací nápravy s výkyvnými poloosami. Ty jsou na každé straně odpružené společným, vahadlově zavěšeným půleliptickým listovým pérem. Nepoháněná přední náprava má nezávislé zavěšení polonáprav ze dvou dvojic nad sebou uložených trojúhelníkových ramen, odpružených příčným půleliptickým listovým pérem. Rozchod předních i zadních kol činí 1700 mm. Rozvor náprav je 2000 mm + 1150 mm. Světlá výška pod nápravami je 280 mm. Hmotnost podvozku činí 3000 kg.
Vůz je opatřen kapalinovými bubnovými brzdami ATE Lockheed na všech kolech. Kola jsou disková 20", s terénními pneumatikami rozměru 36×8" nebo 9,75×20".

### Výkony
Maximální rychlost: 55 km/h

Spotřeba paliva: 26–28 l/100 km